# Tom Hilde
Tom Andrè Hilde (Bærum, 22 settembre 1987) è un ex saltatore con gli sci norvegese.

## Biografia
In Coppa del Mondo ha esordito il 10 marzo 2006 a Lillehammer (19°), ha ottenuto il primo podio l'11 febbraio 2007 nella gara a squadre di Willingen (2°) e la prima vittoria il 30 novembre successivo a Kuusamo, ancora in una gara a squadre.
In carriera ha preso parte a un'edizione dei Giochi olimpici invernali, Vancouver 2010 (12° nel trampolino normale, 11° nel trampolino lungo, 3° nella gara a squadre), a quattro dei Campionati mondiali, vincendo quattro medaglie, e a due dei Mondiali di volo, vincendo una medaglia.

## Palmarès

### Olimpiadi
- 1 medaglia:
  - 1 bronzo (gara a squadre a Vancouver 2010)

### Mondiali
- 4 medaglie:
  - 4 argenti (gara a squadre a Sapporo 2007; gara a squadre a Liberec 2009; gare a squadre dal trampolino normale, gare a squadre dal trampolino lungo a Oslo 2011)

### Mondiali di volo
- 1 medaglia:
  - 1 bronzo (gara a squadre a Oberstdorf 2008)

### Coppa del Mondo
- Miglior piazzamento in classifica generale: 4º nel 2008
- 37 podi (15 individuali, 22 a squadre):
  - 11 vittorie (3 individuali, 8 a squadre)
  - 15 secondi posti (5 individuali, 10 a squadre)
  - 11 terzi posti (7 individuali, 4 a squadre)

#### Coppa del Mondo - vittorie
| Data             | Località      | Nazione   | Trampolino                                                                  |
| ---------------- | ------------- | --------- | --------------------------------------------------------------------------- |
| 30 novembre 2007 | Kuusamo       | Finlandia | Rukatunturi HS142 (con Bjørn Einar Romøren, Anders Bardal e Roar Ljøkelsøy) |
| 12 gennaio 2008  | Val di Fiemme | Italia    | Giuseppe Dal Ben HS134                                                      |
| 13 gennaio 2008  | Val di Fiemme | Italia    | Giuseppe Dal Ben HS134                                                      |
| 16 febbraio 2008 | Willingen     | Germania  | Mühlenkopf HS145 (con Bjørn Einar Romøren, Anders Bardal e Anders Jacobsen) |
| 15 marzo 2008    | Planica       | Slovenia  | Letalnica HS215 (con Anders Jacobsen, Anders Bardal e Bjørn Einar Romøren)  |
| 21 marzo 2009    | Planica       | Slovenia  | Letalnica HS215 (con Johan Remen Evensen, Anders Jacobsen e Anders Bardal)  |
| 6 marzo 2010     | Lahti         | Finlandia | Salpausselkä HS130 (con Anders Bardal, Roar Ljøkelsøy e Anders Jacobsen)    |
| 6 gennaio 2011   | Bischofshofen | Austria   | Paul Ausserleitner HS140                                                    |
| 10 dicembre 2011 | Harrachov     | Rep. Ceca | Čerťák HS205 (con Bjørn Einar Romøren, Vegard Sklett e Anders Bardal)       |
| 23 novembre 2012 | Lillehammer   | Norvegia  | Lysgårdsbakken HS100 (con Maren Lundby, Anette Sagen e Anders Bardal)       |
| 17 febbraio 2013 | Oberstdorf    | Germania  | Heini Klopfer HS213 (con Anders Jacobsen, Anders Bardal e Andreas Stjernen) |

#### Torneo dei quattro trampolini
- 2 podi di tappa[3]:
  - 1 vittoria
  - 1 terzo posto

#### Nordic Tournament
- 2 podi di tappa[3]:
  - 1 secondo posto
  - 1 terzo posto